# Cribrolinoididae
Cribrolinoididae es una familia de foraminíferos bentónicos de la Superfamilia Milioloidea, del Suborden Miliolina y del Orden Miliolida. Su rango cronoestratigráfico abarca desde el Mioceno hasta la Actualidad.

## Discusión
Clasificaciones previas incluían los géneros de Cribrolinoididae en la Familia Spiroloculinidae.

## Clasificación
Cribrolinoididae incluye a los siguientes géneros:
- Adelosina, también considerado en la Familia Quinqueloculinidae
- Cribrolinoides

Otros géneros considerados en Cribrolinoididae son:
- Pollontes, aceptado como Adelosina, también considerado en la Familia Spiroloculinidae
- Praequinqueloculina, aceptado como Adelosina, también considerado en la Familia Spiroloculinidae
- Retorta, aceptado como Adelosina, también considerado en la Familia Spiroloculinidae
- Uniloculina, aceptado como Adelosina, también considerado en la Familia Spiroloculinidae